# Awsim
Awsim (arabiska أوسيم, Awsīm) är en stad i Egypten och är en av de största städerna i guvernementet Giza. Folkmängden uppgår till cirka 100 000 onvånare. Staden Letopolis i forntida Egypten låg på den plats där Awsim ligger idag.